# سيراس باينغتون
سيراس باينغتون (بالإنجليزية: Cyrus Byington)‏ هو لغوي أمريكي، ولد في 11 مارس 1793 في ماساتشوستس في الولايات المتحدة، وتوفي في 31 ديسمبر 1868.